# Béléa
Béléa är ett berg i Komorerna.   Det ligger i distriktet Anjouan, i den centrala delen av landet, 140 km öster om huvudstaden Moroni. Toppen på Béléa är 1 219 meter över havet. Béléa ligger på ön Anjouan.
Terrängen runt Béléa är kuperad åt nordväst, men åt sydost är den bergig. Runt Béléa är det tätbefolkat, med 790 invånare per kvadratkilometer. Närmaste större samhälle är Moutsamoudou, 6,9 km norr om Béléa. I omgivningarna runt Béléa växer i huvudsak städsegrön lövskog.